# انهيار أسعار النفط الأميركي (2020)
انهار سعر برميل نفط خام غرب تكساس الوسيط في تعاملات يوم الاثنين 20 أبريل 2020، ليبلغ (-8) دولار للبرميل، وهو مستوى تاريخي غير مسبوق، وذلك بسبب بلوغ منشآت التخزين من كامل طاقتها الاستيعابية، إثر انهيار الطلب العالمي جرّاء تفشي كوفيد-19.
وانخفضت العقود الآجلة لخام الولايات المتحدة في مايو إلى المنطقة السلبية قبل نهاية التداول بحوالي 20 دقيقة، حيث انخفضت إلى ناقص 8 دولارات للبرميل، بانخفاض 146٪.

## خام غرب تكساس الوسيط
ينتج أغلب خام غرب تكساس الوسيط في غرب ولاية تكساس، وهو إحدى خامات القياس العالمية التي تستخدم في تسعير الخامات الأخرى، خصوصا في اميركا الشمالية، أكبر سوق للنفط في العالم ونقطة التسعير هي مدينة كوشينغ في أوكلاهوما كونها مركز تقاطع لمجموعة كبيرة من انابيب النفط التي تمكن من نقل النفط إلى مختلف أنحاء الولايات المتحدة، بما في ذلك الموانئ الأميركية، ومن ثم إلى أي مكان في العالم.

## مواضيع ذات علاقة
- حظر النفط (1967)
- أزمة النفط (1973)
- أزمة الطاقة (1979)
- وفرة النفط (1980)
- ارتفاع أسعار النفط (1990)